# Mesobius berryi
Mesobius berryi is een straalvinnige vissensoort uit de familie van rattenstaarten (Macrouridae). De wetenschappelijke naam van de soort is voor het eerst geldig gepubliceerd in 1977 door Hubbs & Iwamoto.